# Difethialon
Difethialon (ISO-naam) is een rodenticide, voor de verdelging van ratten en muizen. Het is een coumarinederivaat van de tweede generatie, dat al dodelijk is bij één opname (zogenaamde single feed).
De stof werd ontwikkeld door de firma Lipha, Lyonnaise Industrielle Pharmaceutique (tegenwoordig Liphatech), en is het resultaat van onderzoek naar anticoagulanten voor de behandeling van hartpatiënten. Difethialon werd in de tweede helft van de jaren '80 van de 20e eeuw ontwikkeld. Liphatech verkocht het in de Verenigde Staten en Canada onder meer onder de merknaam Generation en BlueMax. Sinds mei 2008 is het gebruik van difethialon in consumentenproducten en professionele producten voor buitenshuis in de Verenigde Staten verboden. Producten met difethialon worden in Europa door Bayer CropScience gecommercialiseerd onder verschillende merknamen, waaronder Target, Ramort, Frap en Rodilon.

## Werking
Difethialon is een anticoagulans; in de geneeskunde worden deze stoffen gebruikt om de stollingsneiging van het bloed te onderdrukken. Toxische doses van het product veroorzaken schade aan haarvaten met als gevolg inwendige bloedingen die (gewoonlijk na enkele dagen) de dood tot gevolg hebben. Difethialon behoort tot de zogenaamde tweede generatie van deze stoffen, en is effectief tegen ratten of muizen die resistent zijn tegen eerste-generatiestoffen zoals warfarine. Het is zodanig giftig dat de inname van één dosis (met een concentratie van 0,0025% difethialon) voor deze dieren dodelijk is.

## Toepassing
Producten met difethialon zijn lokmiddelen op graanbasis, met 25 ppm (0,0025%) difethialon. Ze worden geplaatst op plaatsen waar de dieren regelmatig komen, en men moet het lokmiddel regelmatig vernieuwen tot er niet meer van wordt gegeten. Voor gebruik door particulieren (zoals het product Frap Haverkorrels) moet het product in speciale voerdoosjes worden uitgelegd.
De handelsmiddelen worden verkocht als korrels, blokjes of pasta. Om accidentele opname te verhinderen moeten ze een bittere stof bevatten en zo mogelijk ook een kleurstof.

## Toxicologie en veiligheid
Difethialon is uiteraard een zeer giftige stof bij opname door de mond. Mits de aanwijzingen voor gebruik te volgen, is er bij het gebruik van producten met difethialon evenwel geen gevaar voor de gezondheid (afgezien van mogelijk accidentele inname door kinderen).
De acute orale letale dosis (LD50) bij ratten is 0,56 mg/kg. Ook voor vogels en vissen is difethianol zeer toxisch.
Roofvogels en roofdieren (bijvoorbeeld de wezel) die muizen eten, lopen hierdoor een risico.
De stof heeft een hoge bioconcentratiefactor van 39.974.

## Europese Unie
De Europese Commissie heeft difethialon toegelaten als biocide van productklasse 14; echter de erkenningsduur is beperkt tot 5 jaar, die afloopt op 31 oktober 2014. De motivatie voor deze beperkte termijn is, dat difethialon mogelijk persistent, bioaccumulerend en toxisch of zeer persistent en sterk bioaccumulerend kan zijn. Hiervoor dient nog een risicobeoordeling uitgevoerd te worden voordat de erkenning kan worden verlengd.
Difethialon heeft nog geen Europese indeling als gevaarlijke stof.